# NCDMA09
NCDMA09 è una District Management Area della municipalità distrettuale di Namakwa
Il suo territorio  si estende su una superficie di 5.720 km²; la sua popolazione, in base al censimento del 2001, è di 4.556 abitanti.
Questo DMA è noto anche con il nome di Diamondfields.

## Città principali
- Bellsbank Diamond Mines
- Diamondfields

## Fiumi
- Groot – Boetsap
- Harts
- Klein – Boetsap
- Klein – Riet
- Riet
- Steenbok
- Vaal

## Dighe
- Aucampshoop Weir/Stuwal
- Spitskop Dam